# K-Meleon
K-Meleon es un navegador web libre basado en el motor de renderizado web Gecko. El objetivo de K-Meleon es proveer un navegador liviano para Microsoft Windows (Win32), similar a Galeon o Firefox. K-Meleon se distribuye bajo la licencia GNU. Es un navegador: "extremadamente rápido, ligero y configurable" Su escaso consumo de recursos del sistema, hace que funcione perfectamente en ordenadores muy antiguos. Asimismo es configurable y muy modificable, siendo muy sencillo el añadirle cualquier funcionalidad (aunque no haya sido en principio prevista por sus diseñadores). Los foros de su página oficial son muy activos y de una utilidad inusitada, siendo el mejor lugar para recibir soporte técnico y consejos varios de sus miembros. 
Como se utiliza la interfaz nativa de Windows en lugar de XUL, en K-Meleon no se pueden instalar extensiones y temas de Mozilla, posiblemente una de las características más importantes de estos navegadores. Sin embargo, K-Meleon tiene su propio conjunto de add-ons como macros y skins, que pueden extender las funcionalidades y personalizar la apariencia del navegador.
Tras una ralentización de su desarrollo durante los años 2004 y especialmente 2005, debido al abandono del proyecto por parte de sus desarrolladores originales, en enero de 2006 se dio un vigoroso relanzamiento gracias a la inclusión de nuevos administradores y desarrolladores que han dado nueva vida al proyecto. Tras lanzar dos actualizaciones de seguridad entre enero y abril de 2006, el 1 de agosto de 2006 vio la luz la primera versión no beta del navegador, que incluía numerosas novedades y mejoras, y al igual que ocurre con Firefox o SeaMonkey, se publican revisiones a medida que en Gecko se corrigen errores.
Con la versión 1.00 se dio soporte nativo para los idiomas inglés, francés y alemán. La versión 1.1, publicada el 22 de mayo de 2007 incorporó por vez primera el español como idioma con soporte nativo. La versión 1.5, publicada en agosto de 2008, significó un gran salto adelante y una completa reestructuración interna del programa al sustituirse las capas por pestañas (con el consiguiente ahorro de recursos del sistema) y reescribirse alrededor de una tercera parte del código, incluyéndose además traducciones al ruso y al polaco.
A finales de 2013 el grupo de K-Meleon comenzó a desarrollar nuevas versiones basadas en 25 XULrunner, entorno de ejecución de Mozilla, en lugar del entorno de Gecko, que se lanzó con  el nombre código "KM74". A mediados de octubre de 2015 se publicó la versión final de K-Meleon 74 que supuso un hito en el desarrollo de este fantástico y único navegador.
En septiembre de 2015 se lanzó la última versión estable de K-Meleon, la versión 75.1, encontrándose actualmente en desarrollo la versión 76 Beta 2